# Dicastère pour le service du développement humain intégral
Vous pouvez aider à l'améliorer ou bien discuter des problèmes sur sa page de discussion.
- Son texte doit être wikifié : il ne correspond pas à la mise en forme Wikipédia (style, typographie, liens internes, liens entre les wikis, etc.). (Marqué depuis mars 2022)
- Il est à actualiser. Certains passages sont obsolètes ou annoncent des événements désormais passés. (Marqué depuis mars 2022)

Le dicastère pour le service du développement humain intégral est un organe de la curie romaine créé par le pape François en 2016 en remplacement des conseils pontificaux « Justice et Paix », « Cor Unum », pour la pastorale des migrants et des personnes en déplacement et pour la pastorale des services de la santé.

## Historique
Le dicastère est créé le 31 août 2016 par la promulgation du motu proprio du pape François Humanam progressionem, daté du 17 août,.
Les statuts du dicastère, sont dans le même temps publiés ad experimentum ,.
La création de ce nouveau dicastère fait suite au travail mené depuis l'élection de François par le conseil des cardinaux ou C9 sur l'organisation de la curie romaine. L'idée d'un rapprochement des instances responsables des questions liées à la charité, au développement, aux migrants, à l'environnement et à la santé apparaissait de manière explicite dans les comptes-rendus de ce conseil depuis décembre 2014. Quelques jours auparavant, avait déjà été créé à l'issue de la même réflexion et sur le même schéma le dicastère pour les laïcs, la famille et la vie.
Après l'instauration de ce nouveau dicastère, les conseils pontificaux "Justice et Paix", "Cor Unum", pour la pastorale des migrants et des personnes en déplacement et pour la pastorale des services de la santé sont supprimés au 1er janvier 2017.

## Compétences
Les compétences générales du dicastère sont définies à l'article premier de ses statuts : « le dicastère exerce la sollicitude du Saint-Siège en ce qui concerne la justice et la paix, notamment les problèmes relatifs aux migrations, à la santé, aux œuvres caritatives et au soin de la création ». Ceux-ci précisent  « le dicastère promeut le développement humain intégral à la lumière de l'Évangile et dans le sillon de la doctrine sociale de l'Église. À cette fin, il entretient des relations avec les conférences épiscopales, collaborant avec elles afin que soient promues les valeurs liées à la justice, à la paix, ainsi qu'au soin de la création. [..]Le dicastère exprime également la sollicitude du Souverain Pontife vers l'humanité souffrante, notamment les indigents, les malades et les exclus, et il suit avec l'attention requise les problèmes relatifs aux nécessités de tous ceux qui sont contraints d'abandonner leur patrie ou qui en sont privés, des marginaux, des victimes des conflits armés et des catastrophes naturelles, des détenus, des chômeurs, des victimes des formes contemporaines d'esclavage et de torture et les autres personnes dont la dignité est menacée ».
Le dicastère a annoncé mercredi 15 avril 2020 avoir constitué une commission dédiée au Covid-19. Composée de cinq groupes de travail, cette commission vise à répondre à l’urgence sanitaire ainsi qu'à réfléchir à l’après-pandémie.

## Organisation
L'organisation du dicastère est définie dans l'article 2 de ses statuts. Il ne s'agit ni d'une congrégation en dépit du fait que le dicastère est présidé par un préfet, ni d'un conseil pontifical bien qu'il reprenne les compétences précédemment dévolues à des conseils pontificaux.
Le dicastère est présidé par un préfet issu du corps épiscopal. Il est assisté d'un secrétaire et d'au moins un sous-secrétaire qui peuvent être des clercs ou des laïcs. Il est doté d'officiels et de consulteurs.
Les statuts précisent que ses membres doivent être issus du clergé et sont également des fidèles laïcs, engagés dans les divers champs d’activité du dicastère et venant des quatre coins du monde, afin de respecter le caractère universel de l’Église.
Une section particulière du dicastère, chargée des migrants, est placée sous la responsabilité directe du pape, de 2016 à fin 2022. C'est la section des migrants et des réfugiés.
Les articles 4 et 5 des statuts précisent comment s'organisent les relations du dicastère avec les autres organismes dans et hors du Saint-Siège.
Trois commissions sont créées sous l'égide du dicastère et sous la responsabilité de son préfet :  elles sont chargées respectivement des questions liées à la charité, à l'écologie et aux opérations sanitaires.
Les statuts précisent les relations du dicastère avec la secrétairerie d'État qui reste, en particulier, seule compétente pour ce qui est des relations avec les états.
Le dicastère est en lien étroit avec l'académie pontificale des sciences sociales qui demeure indépendante et soumise à ses propres statuts.
Il est l'organisme de référence pour la confédération Caritas Internationalis. C'est également lui qui est compétent au titre du Saint-Siège s'agissant des associations internationales de charité et des fonds institués dans ce même but.

## Responsables

### Préfets
- 31 août 2016-31 décembre 2021 : cardinal Peter Turkson, jusqu'alors président du Conseil pontifical Justice et Paix[7].
  - 26 août 2021 - 23 avril 2022 : cardinal Michael Czerny, préfet par intérim
- depuis le 23 avril 2022 : cardinal Michael Czerny, préfet

### Secrétaires
- 16 juin 2017-26 août 2021: Bruno-Marie Duffé[8]
  - depuis le 26 août 2021 : Sr. Alessandra Smerilli, secrétaire par intérim[9]

### Sous-secrétaires

#### Section pour les réfugiés et les migrants
- depuis le 1er janvier 2017[10]:  
  - Fabio Baggio

#### Autres sections
- depuis le 8 juillet 2017[11]: 
  - Flaminia Giovanelli, précédemment sous-secrétaire du conseil pontifical Justice et Paix
  - Segundo Tejado Muñoz, précédemment sous-secrétaire du conseil pontifical Cor unum
  - Nicola Riccardi, OFM, titulaire de la chaire "Justice et Paix" à l'Université pontificale Antonianum de Rome.

## Commission COVID-19 du Vatican
Le 20 mars 2020, le Pape a demandé au Dicastère pour le Service du Développement Humain Intégral (DSDHI) de former la Commission COVID-19 du Vatican pour exprimer la préoccupation de l'Église au sujet de la pandémie de coronavirus et pour "préparer l'avenir", en préparant des réponses aux défis socio-économiques qui en découlent.